# Дестаноглу, Эрсин
Эрсин Дестаноглу (тур. Ersin Destanoğlu; родился 1 января 2001, Газиосманпаша) — турецкий футболист, вратарь клуба «Бешикташ».

## Клубная карьера
Воспитанник футбольной академии «Бешикташа». В июне 2020 года после ухода из клуба Лориса Кариуса Дестаноглу стал основным вратарём команды. 13 июня 2020 года дебютировал в турецкой Суперлиге в матче против клуба «Антальяспор».
25 августа 2020 года дебютировал в Лиге чемпионов УЕФА в матче второго квалификационного раунда против греческого клуба ПАОК, сделав в игре шесть «сейвов», включая отражённый пенальти Чуба Акпома. «Бешикташ» проиграл в том матче со счётом 1:3.

## Карьера в сборной
Выступал за сборные Турции до 16, до 17, до 18, до 19 лет.
4 сентября 2020 года дебютировал в составе сборной Турция до 21 года в матче против сборной Андорры.

## Достижения
«Бешикташ» 
- Чемпион Турции: 2020/21
- Обладатель Кубка Турции (2): 2020/21, 2023/24
- Обладатель Суперкубка Турции (2): 2021, 2024